# Jacob Anderskov

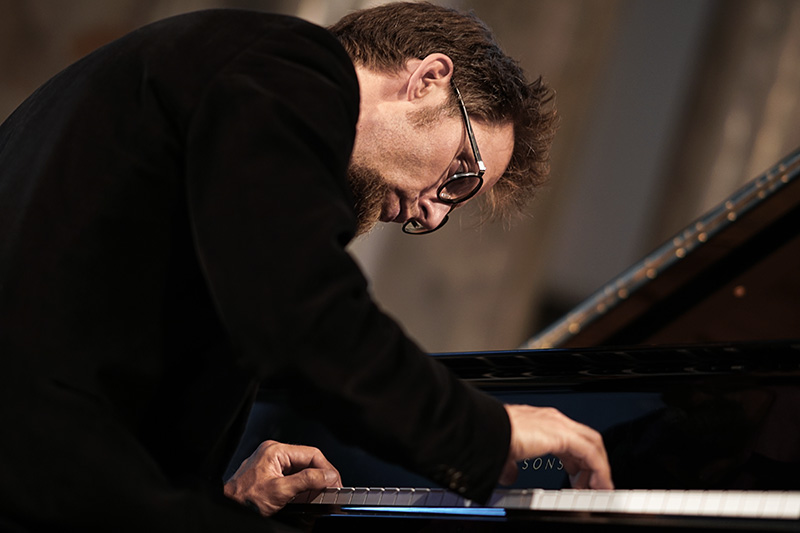
Jacob Anderskov, Copenhagen Jazz Festival 2018
Foto Hreinn Gudlaugsson

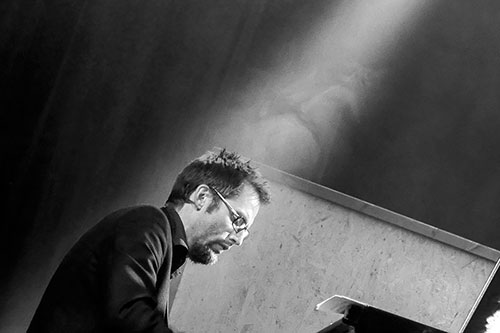
Jacob Anderskov 2015,
Foto Hreinn Gudlaugsson

Jacob Anderskov  (* 1975) ist ein dänischer Jazzpianist.

## Leben
Anderskov studierte ab 2002 am Rytmisk Musikkonservatorium in Kopenhagen, außerdem Musikwissenschaft an der Universität Kopenhagen und in
New York 1999/2000. Ab den 2000er-Jahren arbeitete er in der dänischen und internationalen Jazzszene, u. a. mit Lotte Anker, Jesper Løvdal, Stefan Pasborg, Kresten Osgood,; seitdem entstanden Aufnahmen mit Liudas Mockūnas, Benjamin Koppel, Marc Berstein sowie in zahlreichen Projekten unter eigenem Namen, u. a. Anderskov Accident, Agnostic Revelations und das Jacob Anderskov Trio u. a. mit Kasper Tom Christiansen, Michael Formanek, Peter Dahlgren, Kasper Tranberg, Airto Moreira, Gerald Cleaver und Jim Black. Im Bandprojekt Real People spielte er mit Rudresh Mahanthappa, im Bandprojekt Lovedale (Album Coziness Kills, 2008), mit Cuong Vu, Chris Speed, Jonas Westergaard und Anders Mogensen. Im Bereich des Jazz war er zwischen 2000 und 2012 an 35 Aufnahmesessions beteiligt.
Anderskov wurde von Jazz Podium als einer der außergewöhnlichsten Künstler der zeitgenössischen Musik bezeichnet; er erhielt zahlreiche Auszeichnungen, darunter den Danish Music Award in der Kategorie „dänischer Jazzkomponist des Jahres 2013“.

## Diskographische Hinweise
- Unity of Action (2005)[3]
- Panta Rhei (ILK Music, 2007) solo
- Frank Gratkowski / Jacob Anderskov: Ardent Grass (Red Toucan Records, 2010)
- Strings, Percussion & Piano (ILK, 2013), mit Ida Nørholm, Peter Bruun, Anette Slaatto, Christine Pryn
- Granular Alchemy (2013), mit Gerald Cleaver, Michael Formanek und Chris Speed[4]
- Kinetics (The Path) (2015), mit Adam Pultz Melbye und Anders Vestergaard
- Statics (The Map) (2015) solo
- Dynamics (The Terrain) (2015), mit Gerald Cleaver und Nils Davidsen[5][6]
- Fosterchild Dear Earthling (ILK Music, 2019, mit Sebastian Gille, Kasper Tranberg, David Helm, Fabian Arends)
- Lotte Anker / Kamil Piotrowicz / Jacob Anderskov: Antiworld I (Fundacja Słuchaj, 2025)